# Monica Guerritore
Monica Guerritore, née à Rome le 5 janvier 1958, est une actrice, écrivain et dramaturge italienne de théâtre, de cinéma et de télévision.

## Biographie
Née à Rome, Monica Guerritore fait une courte apparition à l'âge de treize ans dans le film de De Sica Una breve vacanza. Elle fait ensuite ses véritables débuts au cinéma en 1974 à l'âge de seize ans sous la direction de Giorgio Strehler dans La Cerisaie.
En 1977, elle interprète au théâtre Elena dans Oncle Vania de Mario Missiroli avec Anna Maria Guarnieri et Glauco Mauri (it). En 1978 et 1979, elle est Viola dans La Nuit des rois, mis en scène par Giorgio De Lullo, puis Angelica dans Le Malade imaginaire avec Romolo Valli. En 1981, elle se lie émotionnellement et artistiquement à Gabriele Lavia et commence à jouer dans Les Brigands de Schiller. Gabriele Lavia la destine notamment aux rôles féminins forts tels que Jocaste, Lady Macbeth, Ophélie et Mademoiselle Julie. Elle joue en 1995 La Cerisaie, cette fois dans le rôle de la mère Liouba. Elle est Marianne dans Scènes de la vie conjugale d'Ingmar Bergman en 1999.
En parallèle de sa carrière théâtrale, elle se produit également à la télévision et au cinéma : en 1976, elle joue aux côtés de Marcello Mastroianni dans le film Mesdames et messieurs bonsoir ; en 1977, elle a le rôle principal du premier feuilleton en couleur de la Rai, Manon Lescaut. Au cinéma, elle interprète entre 1984 et 1986 quatre films érotiques. Le film sur l'inceste Les Plaisirs interdits de Salvatore Samperi (1984) fait scandale. Elle est la vedette avec Laura Antonelli de La Vénitienne de Mauro Bolognini (1986). Gabriele Lavia lui aussi la fait tourner dans deux films au fort contenu sexuel : Scandaleuse Gilda (1985) et Sensi (1986).
Gabriele Lavia la dirige ainsi que Giancarlo Giannini, Raoul Bova et Michele Placido dans son grand succès La lupa (1996). Elle ne revient à la Rai qu'en 1997 avec Costanza de Pierluigi Calderoni et en 1999 avec L'amore oltre la vita.
Elle se sépare de Gabriele Lavia en 2001 ; elle continue à travailler pour d'autres réalisateurs comme Giancarlo Sepe (it) dans Madame Bovary, Carmen[Lequel ?] et La Dame aux camélias. En mars 2004, elle joue Ambra dans Amanti e segreti. En 2006, elle joue Ada Sereni dans le film en deux diffusions Exodus: i clandestini del mare. En 2007 commence le tournage d'Un giorno perfetto (film, 2008) (it) de Ferzan Özpetek, qui a été salué à la Mostra de Venise 2008.

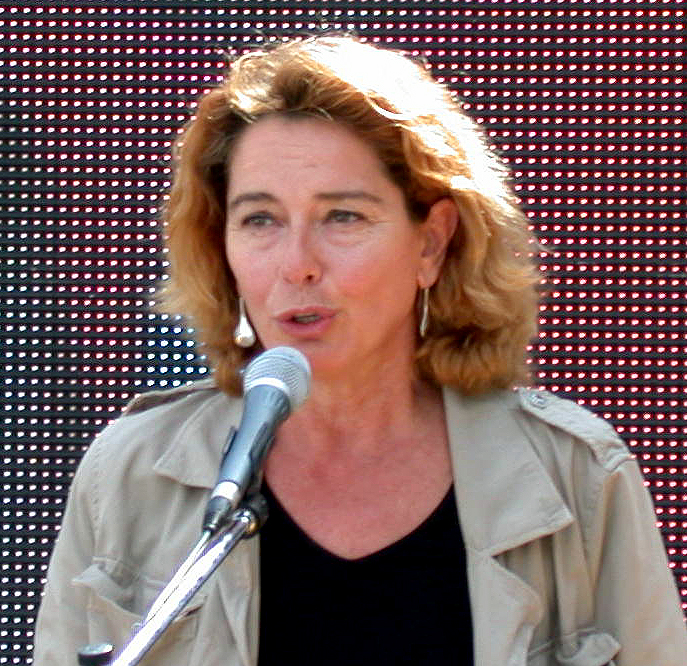
En 2007.

En mars 2008, elle est conviée par Mimmo Calopresti à interpréter la mère de l'un des garçons tués dans le film documentaire sur la tragédie de l'usine de Turin de Thyssen-Krupp : La fabbrica dei tedeschi (it). En mai, elle travaille sur le plateau de son ami Pappi Corsicato pour une participation dans le film qui marque le retour du réalisateur, Il seme della discordia (it). En septembre-octobre 2008 elle tourne dans le film La bella gente avec Antonio Catania et Elio Germano réalisé par Ivano De Matteo. Le film gagne au Festival du film d'Annecy et reçoit en France un succès notable. En 2009, elle est impliquée dans le tournage du film Sant'Agostino dans le rôle de Monica avec Alessandro Preziosi et réalisé par Christian Duguay. L'adaptation télévisiée de ce film Sant'Agostino est diffusée sur Rai 1 en janvier 2010. Toujours sur cette chaîne, elle revient l'année suivante avec la série Rossella réalisée par Gianni Lepre. Au cinéma, elle obtient un autre grand succès avec La pire semaine de ma vie d'Alessandro Genovesi.
Mais c'est au théâtre que Monica Guerritore trouve sa voie, y compris en tant que réalisateur-interprète, dramaturge de spectacles à grand succès comme Jeanne d'Arc et  Dall'Inferno all'Infinito. Le 25 février 2011, elle reçoit le prix Moriconi de « protagoniste de la scène ». En 2012, la pièce d'Eduardo De Filippo Sabato, domenica e lunedì, où elle joue le personnage de Rosa Priore Guerritore, est diffusée à la télévision.
Avec Mi chiedete di parlare, un texte sur Oriana Fallaci qu'elle a écrit et interprété, elle remporté un grand succès au Festival de Spoleto en juillet 2011 et tourne pendant deux saisons. Elle est nommée commandeur du mérite de la République italienne par le président Giorgio Napolitano.
Elle revient en avril 2012 au Piccolo Teatro di Milano pour la première fois depuis 1974. En février 2013, elle participe pour la première fois à une comédie musicale, End of the Rainbow (en) de Peter Quilter (en) réalisé par Juan Diego Lopez Puerta sur la vie de Judy Garland, où elle chante en live. En février 2013, on la voit à la télévision avec Michele Placido dans Trilussa - Storia d'amore e di poesia (it) où elle incarne Rosa Tomei, la femme du peuple qui est à côté de la poète tout au long de sa vie, lequel, expulsé, meurt seul et dans la pauvreté.
En 2014, elle est présidente du jury des lettrés du Prix Campiello. En octobre de la même année, elle est aux côtés de Giovanni Nuti pour le spectacle Mentre rubavo la vita, sur des poèmes de Alda Merini, la musique du même Nuti et la direction musicale de Mimma Nocelli. En 2015, elle met en scène et interprète Qualcosa rimane du prix Pulitzer Donald Margulies.
En 2017, elle interprète Vous pouvez embrasser le mari, comédie sur le thème de l’homosexualité dans les familles italiennes.
En 2017, elle adapte pour la scène Maris et femmes de Woody Allen.
En 2019, elle réalise et interprète L’Anima Buona di Sezuan (La Bonne Âme du Se-Tchouan) de Bertolt Brecht, en hommage à la mise en scène en 1981 de son ‘maestro' Giorgio Strehler.
En février 2019, elle met en scène sa pièce de théâtre Jeanne d’Arc au Théâtre de la Contrescarpe.
En août 2019 sort son livre Ce que je connais d'elle.
En 23/24  elle réalise et interprète Ginger et Fred  de Federico Fellini, Tonino Guerra , Tullio Pinelli
En mars/julliet 2023 elle interprete  pour Netflix Piège ( d'après- the Goldigger interprété  en Angleterre par Giulia Ormonde). Sortie en septembre 2024.
En 2024, elle interprète le rôle principal (Gabriella) aux côtés de Giacomo Gianniotti, Emanuel Caserio, Dharma Mangia Woods dans la Mini-série Netflix en six épisodes L'Amour trompé. Pappi Corsicato en est le réalisateur.

## Filmographie partielle

### Cinéma
- 1973 : Una breve vacanza de Vittorio De Sica
- 1974 : Péché véniel (Peccato veniale) de Salvatore Samperi
- 1975 : La Première Fois sur l'herbe (La prima volta, sull'erba) de Gianluigi Calderone
- 1976 : Mesdames et messieurs bonsoir (Signore e signori, buonanotte) de Luigi Comencini
- 1977 : Stato interessante de Sergio Nasca
- 1977 : L'Homme pressé d'Édouard Molinaro
- 1978 : Eutanasia di un amore d'Enrico Maria Salerno
- 1979 : Amo non amo d'Armenia Balducci
- 1980 : Ombre de Giorgio Cavedon
- 1980 : Uomini e no de Valentino Orsini
- 1981 : Bosco d'amore (it) d'Alberto Bevilacqua
- 1983 : L'Écran magique (La vela incantata) de Gianfranco Mingozzi
- 1982 : Più bello di così si muore de Pasquale Festa Campanile
- 1983 : Principe di Homburg (it) de Gabriele Lavia
- 1983 : Io con te non ci sto più (it) de Gianni Amico
- 1984 : Les Plaisirs interdits (Fotografando Patrizia) de Salvatore Samperi
- 1985 : Scandaleuse Gilda (Scandalosa Gilda) de Gabriele Lavia
- 1986 : La Vénitienne (La venexiana) de Mauro Bolognini
- 1986 : Sensi de Gabriele Lavia
- 1988 : Strana la vita (it) de Giuseppe Bertolucci
- 1992 : Mutande pazze (it) de Roberto D'Agostino (it)
- 1996 : La lupa de Gabriele Lavia
- 1998 : Femmina de Giuseppe Ferlito (it)
- 2006 : Sono io de Sergio Castellitto (court-métrage)
- 2008 : Liberarsi - Figli di una rivoluzione minore (it) de Salvatore Romano
- 2008 : Sandrine nella pioggia (it) de Tonino Zangardi
- 2008 : Un giorno perfetto (it) de Ferzan Ozpetek
- 2008 : La fabbrica dei tedeschi (it) de Mimmo Calopresti
- 2008 : Il seme della discordia (it) de Pappi Corsicato
- 2009 : La bella gente d'Ivano De Matteo
- 2010 : Parfums d'Alger de Rachid Benhadj
- 2011 : La Pire Semaine de ma vie (it) (La peggior settimana della mia vita) d'Alessandro Genovesi
- 2012 : Pas un mot (Come non detto) d'Ivan Silvestrini
- 2018 : Tu peux embrasser le marié (Puoi baciare lo sposo) d'Alessandro Genovesi
- 2019 : Tuttaposto (it) de Gianni Costantino
- 2020 : The Executrix (Agony) de Michele Civetta

### Télévision

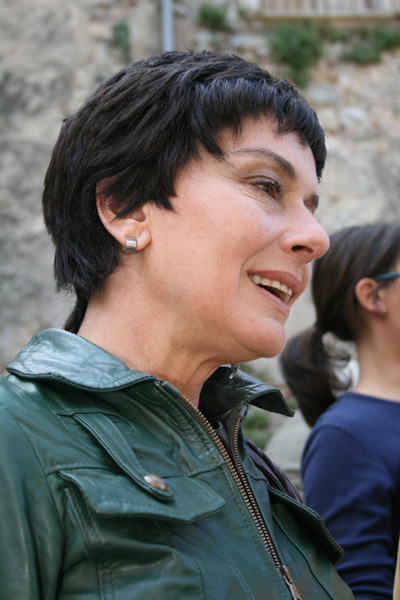
Monica Guerritore sur le plateau de Fuga con Marlene.

- 1976 : Manon Lescaut de Sandro Bolchi
- 1980 : La tela del ragno de Mario Ferrero
- 1982 : Bosco d'amore de Alberto Bevilacqua
- 1989 : The Endless Game (téléfilm) de Bryan Forbes
- 1996 : Uno di noi de Fabrizio Costa
- 1998 : Costanza de Gianluigi Calderone
- 1999 : Scene da un matrimonio de Gabriele Lavia
- 1999 : L'amore oltre la vita de Mario Caiano
- 2003 : Retour aux sources de Didier Grousset
- 2004 : Amanti e segreti de Gianni Lepre
- 2004 : Questo amore de Luca Manfredi
- 2005 : Amanti e segreti 2 de Gianni Lepre
- 2007 : Exodus: i clandestini del mare de Gianluigi Calderone
- 2007 : Fuga con Marlene de Alfredo Peyretti
- 2009 : Sant'Agostino de Christian Duguay
- 2011 : Rossella de Gianni Lepre
- 2012 : Sabato, domenica e lunedì de Massimo Ranieri
- 2013 : Trilussa - Storia d'amore e di poesia de Lodovico Gasparini
- 2015 : Squadra criminale - Squadra criminale de Giuseppe Gagliardi
- 2024 : L'Amour trompé de Pappi Corsicato, succès international. Elle interprète le rôle principal de Gabriella[2].

## Théâtre
- 1974-1977 : Il giardino dei ciliegi mis en scène par Giorgio Strehler d'après Anton Tchekhov
- 1978 : Zio Vanja mis en scène par Mario Missiroli d'après Anton Tchekhov
- 1979 : La dodicesima notte mis en scène par Giorgio De Lullo d'après William Shakespeare
- 1980 : Il malato immaginario mis en scène par Giorgio De Lullo d'après Molière
- 1982 : I masnadieri mis en scène par Gabriele Lavia d'après Friedrich Schiller
- 1983 : Il principe di Homburg mis en scène par Gabriele Lavia d'après Heinrich von Kleist
- 1983 : Don Carlos mis en scène par Gabriele Lavia d'après Friedrich Schiller
- 1985 : Amleto mis en scène par Gabriele Lavia d'après William Shakespeare
- 1986 : Il diavolo e il buon Dio mis en scène par Gabriele Lavia d'après Jean-Paul Sartre
- 1986 : Spettri mis en scène par Gabriele Lavia d'après Henrik Ibsen
- 1987 : La casa scoppiata mis en scène par Gabriele Lavia d'après Enzo Siciliano
- 1987-1988 : Macbeth mis en scène par Gabriele Lavia d'après William Shakespeare
- 1988-1989 : Edipo re mis en scène par Gabriele Lavia d'après Sophocle
- 1988-1990 : Il padre mis en scène par Gabriele Lavia d'après August Strindberg
- 1989 : Riccardo III mis en scène par Gabriele Lavia d'après William Shakespeare
- 1990-1991 : Zio Vanja mis en scène par Gabriele Lavia d'après Anton Tchekhov
- 1992 : La signorina Giulia mis en scène par Gabriele Lavia d'après August Strindberg
- 1993 : Sei personaggi in cerca d'autore mis en scène par Mario Missiroli d'après Luigi Pirandello
- 1994 : Il duello mis en scène par Gabriele Lavia d'après Giovanni Battista Lorenzi
- 1995-1996 : Il giardino dei ciliegi mis en scène par Gabriele Lavia d'après Anton Tchekhov
- 1997-1998 : Scene da un matrimonio mis en scène par Gabriele Lavia d'après Ingmar Bergman
- 1999-2001 : Madame Bovary mis en scène par Giancarlo Sepe d'après Gustave Flaubert
- 2001 : Odissea mis en scène par Matteo Tarasco d'après Homère
- 2001-2002 : Carmen mis en scène par Giancarlo Sepe d'après Georges Bizet
- 2003-2004 : La signora delle camelie mis en scène par Giancarlo Sepe d'après Alexandre Dumas
- 2005-2009 : Giovanna D'Arco mis en scène par Monica Guerritore
- 2005 : Teresa d'Avila mis en scène par Monica Guerritore
- 2008-2010 : Dall'inferno all'infinito mis en scène par Monica Guerritore
- 2009-2010 : Amore e psiche mis en scène par Monica Guerritore
- 2010 : Danza di morte mis en scène par Gabriele Lavia d'après August Strindberg
- 2011-2013 : Oriana Fallaci: Mi chiedete di parlare mis en scène par Monica Guerritore
- 2013-2016 : End of the rainbow mis en scène par Juan Diego Puerta Lopez d'après Peter Quilter
- 2015-2017 : Qualcosa Rimane mis en scène par Monica Guerritore d'après Donald Margulies
- 2017 : Mariti e Mogli] mis en scène par Monica Guerritore d'après Woody Allen
- 2019 : La Bonne Ame de Sezuan - Bertolt Brecht  mise en scène et interprétée par Monica Guerritore
- 2020 : Jeanne D’Arc - mise en scène de Monica Guerritore avec Severine Cojannot- Paris @theatre de la Contrescarpe